# Lengua fusionante

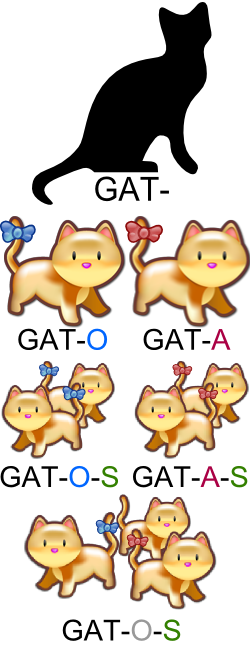
Ejemplos ilustrados de la flexión sustantiva.
Nota: En la imagen el color del lazo simboliza el sexo del felino. (Rosa = femenino. Azul = masculino)

Las lenguas fusionantes (antiguamente llamadas lenguas flexivas, término que actualmente incluye también a las lenguas aglutinantes) son un tipo de lengua sintética con flexión morfológica, que además tienen tendencia a fusionar morfemas. Es decir, las lenguas flexivas son aquellas que se caracterizan por tender a incluir mucha información mediante la flexión de las palabras, típicamente añadiendo afijos. Dentro de las lenguas flexivas, las lenguas fusionantes se diferencian de las aglutinantes porque emplean menos morfemas para la flexión, debido a su tendencia a fundirlos, de tal forma que un mismo morfema realiza simultáneamente el papel de varios morfemas teóricos.
Las diferencias entre las distintas clases de lenguas según su tipología no son absolutas, sino de grado. A este respecto, se puede decir por ejemplo que el latín clásico era más flexivo que el español, que a su vez es más flexivo que el inglés.
En las lenguas fusionantes, un afijo suele reflejar sincréticamente dos o más categorías gramaticales. Por ejemplo, en los verbos del español la terminación -mos indica que se trata de una forma de la 1.ª persona y también que es plural, por lo tanto un solo morfo engloba el morfema de persona y el de número. En latín, el sufijo flexivo de los adjetivos -ōrum indica tanto el caso genitivo, como el número plural, como el género preferentemente masculino o neutro (por tanto un único sufijo refleja hasta tres categorías al mismo tiempo).
Las lenguas que carecen de flexiones o que tienden a tener pocas flexiones son las lenguas aislantes (a veces llamadas también lenguas analíticas). Un buen ejemplo del contraste entre estos dos tipos de lenguas son el inglés antiguo, flexivo, y el inglés de hoy en día, mucho más analítico.
Otro tipo de lenguas según sus rasgos morfosintácticos son las lenguas polisintéticas, caracterizadas por formar largas palabras con muchos morfemas, y que en general permiten la llamada incorporación, es decir, meter palabras dentro de otras palabras al formar una frase; por ejemplo, que un verbo conjugado lleve en su interior el complemento directo.

## Ejemplos de lenguas fusionantes
Las lenguas indoeuropeas son el principal ejemplo de lenguas sintéticas altamente fusionantes, entre ellas pueden citarse algunos grupos particulares:
- latinas: latín, español, portugués, rumano
- germánicas: alemán, islandés
- eslavas: ruso, polaco, búlgaro
- bálticas: letón, lituano

La mayor parte de las lenguas europeas son fusionantes en mayor o menor grado, precisamente porque son lenguas indoeuropeas. Las lenguas urálicas y el vasco son aglutinantes; y por lo tanto, lenguas flexivas, pero con poco o ningún grado de fusión.
Las lenguas semíticas, del norte de África y Oriente Medio, son otro buen ejemplo de lenguas fusionantes. En América, las lenguas penutíes son altamente fusionantes, presentando además de flexión y fusión otros rasgos tipológicamente similares a las lenguas indoeuropeas, aunque no existe relación filogenética entre estos grupos de lenguas.
Todas las lenguas fusionantes poseen una flexión desarrollada en alguna de las categorías gramaticales. En latín, griego clásico, sánscrito y muchas otras lenguas indoeuropeas antiguas esta flexión alcanza tanto al sustantivo, al adjetivo y al pronombre como al verbo. Esta riqueza flexiva facilita en esas lenguas un orden de palabras en cada frase bastante libre.
En muchas lenguas indoeuropeas modernas de Europa, la flexión nominal ha sido minimizada, siendo más analíticas, pero conservando aún en el verbo bastante más flexión de tipo fusionante. Esto último se aprecia con mayor claridad en las lenguas romances. Sin embargo, no todas las lenguas con flexión abundante, como el turco, son fusionantes, sino aglutinantes.

{\displaystyle {\begin{matrix}{\mbox{lengua fusionante}}\Rightarrow {\mbox{lengua flexiva}}\\{\mbox{lengua flexiva}}\nRightarrow {\mbox{lengua fusionante}}\end{matrix}}}